# Джорджтаун (округ)
Округ Джорджтаун (англ. Georgetown County) располагается в штате Южная Каролина, США. Административным центром округа является одноимённый город.
По состоянию на 2010 год, численность населения составляла 60 158 человек.

## История
Округ Джорджтаун был официально образован в 1769 году и назван в честь короля Великобритании Георга III.

## География
В соответствии с данными указанными на сайте центрального статистического органа страны — Бюро переписи населения США, общая площадь округа Джорджтаун равняется 2680,653 км2, из которых 2110,852 км2 занимает суша и 569,801 км2 или 21,270% приходится на водную поверхность.

## Население
По данным переписи населения 2000 года в округе проживает 55 797 жителей в составе 21 659 домашних хозяйств и 15 854 семей. Плотность населения составляет 26,00 человек на км2. На территории округа насчитывается 28 282 жилых строений, при плотности застройки около 13,00-ти строений на км2. Расовый состав населения: белые — 59,69 %, афроамериканцы — 38,61 %, коренные американцы (индейцы) — 0,14 %, азиаты — 0,23 %, гавайцы — 0,03 %, представители других рас — 0,81 %, представители двух или более рас — 0,49 %. Испаноязычные составляли 1,65 % населения независимо от расы.
В составе 30,20 % из общего числа домашних хозяйств проживают дети в возрасте до 18 лет, 54,10 % домашних хозяйств представляют собой супружеские пары проживающие вместе, 15,10 % домашних хозяйств представляют собой одиноких женщин без супруга, 26,80 % домашних хозяйств не имеют отношения к семьям, 23,30 % домашних хозяйств состоят из одного человека, 9,20 % домашних хозяйств состоят из престарелых (65 лет и старше), проживающих в одиночестве. Средний размер домашнего хозяйства составляет 2,55 человека, и средний размер семьи 3,01 человека.
Возрастной состав округа: 25,20 % моложе 18 лет, 7,70 % от 18 до 24, 25,90 % от 25 до 44, 26,20 % от 45 до 64 и 26,20 % от 65 и старше. Средний возраст жителя округа 39 лет. На каждые 100 женщин приходится 91,80 мужчин. На каждые 100 женщин старше 18 лет приходится 88,40 мужчин.
Средний доход на домохозяйство в округе составлял 35 312 USD, на семью — 41 554 USD. Среднестатистический заработок мужчины был 31 110 USD против 20 910 USD для женщины. Доход на душу населения составлял 19 805 USD. Около 13,40 % семей и 17,10 % общего населения находились ниже черты бедности, в том числе — 25,80 % молодежи (тех, кому ещё не исполнилось 18 лет) и 14,00 % тех, кому было уже больше 65 лет.